# Vodní mlýn Mlčeň
Vodní mlýn Mlčeň (Mltshchiner Mühle) v osadě Mlčeň v Kokořínském Dole v okrese Mělník je vodní mlýn, který stojí jižně od obce na samotě v údolí na říčce Pšovka. Je chráněn jako nemovitá kulturní památka České republiky.

## Historie
Mlýn pravděpodobně existoval již v 16. století. Po skončení třicetileté války nějakou dobu nemlel – mlčel, a odtud pochází jeho jméno. Roku 1888 proběhla dražba v odhadní ceně 17.481 zlatých. Jeho původní č.p. bylo 1.

## Popis
Mlýn je tvořen patrovou zděnou dvoukřídlou budovou obytného domu s mlýnicí, přízemním zděným objektem výměnku s chlévy, zděnou stodolou a pilířovou bránou. Dům má jednoduchou dekorativní fasádu a je krytý sedlovou střechou. Jádro mlýna je barokní, přestavbou prošel ve 2. polovině 19. století.
Voda na vodní kolo vedla náhonem. V roce 1930 zde bylo jedno kolo na svrchní vodu (průtok 0,158 m³/s, spád 5,4 m, výkon 7.36 k) a Francisova turbína (průtok 0,2 m³/s, spád 4,3 m, výkon 8,7 k). Začátkem 20. století byla instalována Bánkiho turbína (vynalezena 1917), která poháněla kromě mlecího zařízení také dynamo vyrábějící elektřinu pro potřeby objektu.